# تحالف القوى الاشتراكية
تحالف القوى الاشتراكية ، هو تحالف سياسي من خمس مجموعات يسارية واشتراكية مصرية، تم تشكيله في 10 مايو، 2011.
اتفقت هذه القوى المختلفة على الدخول في جبهة اشتراكية من أخلق «خلق قوة وهيمنة يسارية أكبر» في مصر بعد الثورة. اشارت تقارير أن بحلول 31 مايو، 2011، وصل عدد عضويات التحالف أكثر من 5آلاف عضواً.

## انظر أيضا

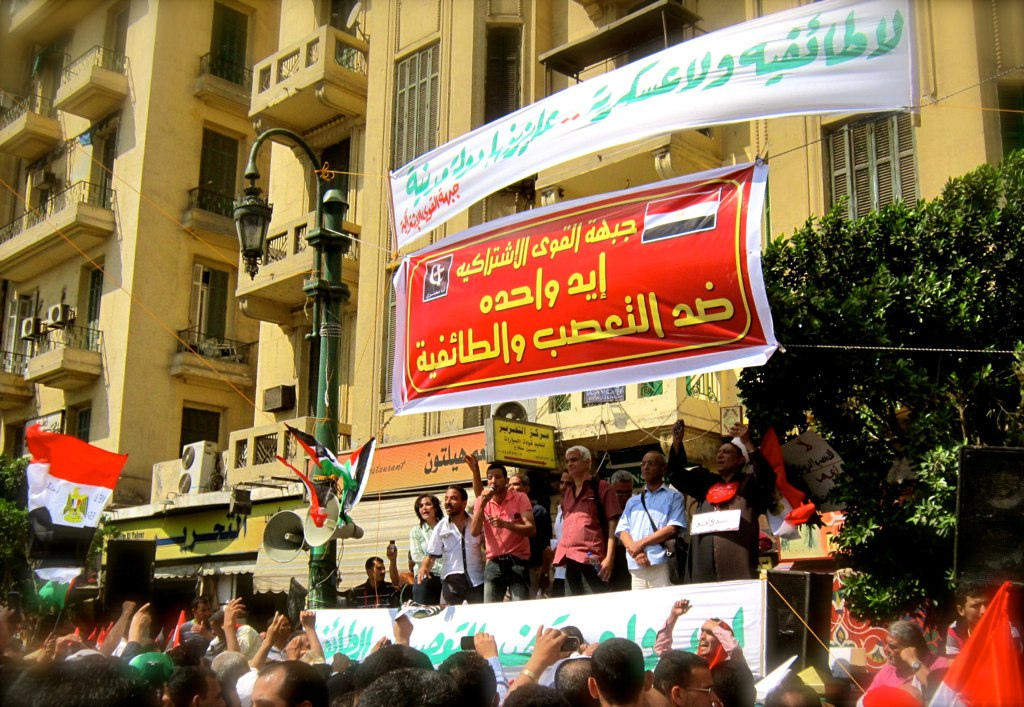
منصة تحالف القوى الاشتراكية في ميدان التحرير، 12 مايو 2011

## القوى المشاركة
- الحزب الشيوعي المصري
- حزب التحالف الشعبي الاشتراكي
- الاشتراكيون الثوريون
- الحزب الاشتراكي المصري
- حزب العمال الديمقراطي المصري